# Schizozygia
Schizozygia é um género botânico pertencente à família Apocynaceae.